# Rosemary Leach
Rosemary Leach (ur. 18 grudnia 1935 w Much Wenlock, w Anglii, zm. 21 października 2017) – brytyjska aktorka.
W 1987 roku została nominowana do nagrody filmowej BAFTA w kategorii „najlepsza aktorka drugoplanowa” za udział w filmie Pokój z widokiem (A Room with a View).